# Ilario Casolano
Ilario Casolano ou Cristofano Casolano (Sienne, 1588 - Rome, 14 mai 1661) est  un peintre italien baroque qui fut actif au XVIIe siècle.

## Biographie
Comme son père, Alessandro Casolani, Ilario Casolano a été un élève de Cristoforo Roncalli.
Il assista son père dans la réalisation de fresques et, à sa mort, il termina la fresque de l'Assomption de la Vierge.
Il a peint plusieurs tableaux pour les églises de Rome.
La basilique Santa Maria in Via Lata contient une Sainte Trinité, tandis que l'église Santa Maria ai Monti possède quelques tableaux de Scènes de Vie de la Vierge et une Assomption.
Il est mort à Rome en 1661.

## Œuvres
- Assomption de la Vierge

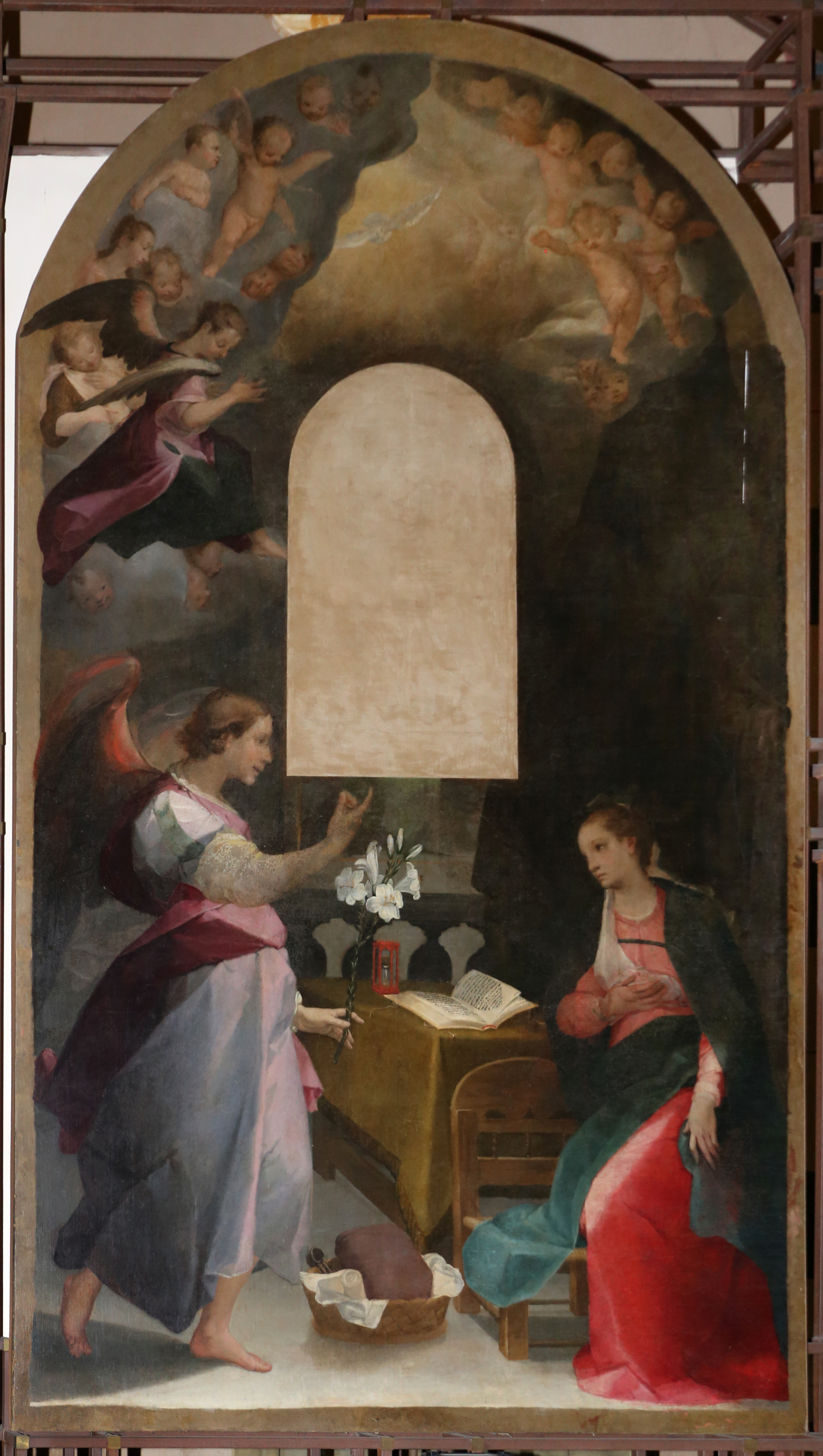
Annonciation, Basilique Saint-François (Sienne).

- Sainte Trinité, basilique Santa Maria in Via Lata, Rome.
- Scènes de Vie de la Vierge et Assomption, église Santa Maria ai Monti, Rome.
- Annonciation, église paroissiale, Montieri.
- Baptême de Jésus-Christ, Musée de Casole d'Elsa.
- Vierge à l'Enfant en gloire (1630), Musée d'art de Grosseto.
- Annonciation (1630), Basilique Saint-François (Sienne).
- Vue de la ville de Grosseto, cathédrale de Grosseto.

## Sources
- (en) Cet article est partiellement ou en totalité issu de l’article de Wikipédia en anglais intitulé « Ilario Casolano » (voir la liste des auteurs).